# آکادمی سلطنتی نقاشی و مجسمه‌سازی

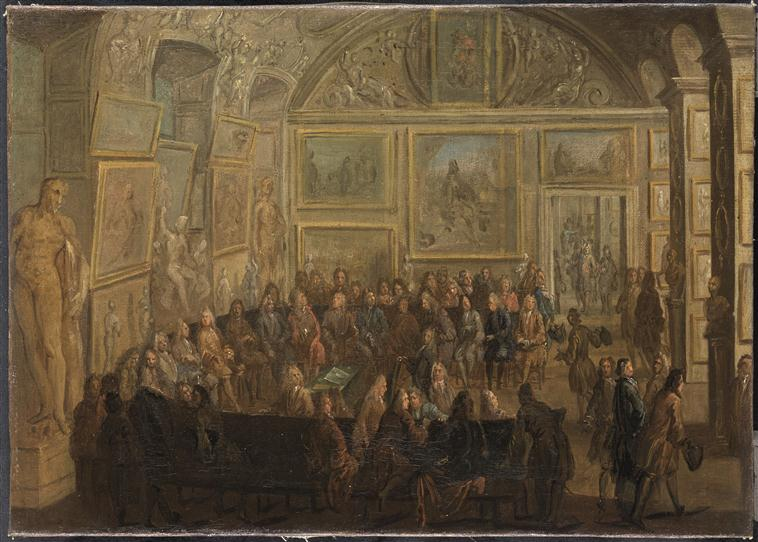
مجمع اعضای آکادمی در کاخ لوور (c. 1712–21) اثر ژان-بتیست مارتن

آکادمی سلطنتی نقاشی و مجسمه‌سازی (انگلیسی: "Royal Academy of Painting and Sculpture") در سال ۱۶۴۸ در پاریس، فرانسه بنیان‌گذاری شده‌است. این آکادمی اولین مؤسسه هنری فرانسه در طول دوره آخر دوران باستانی بود تا اینکه در سال ۱۷۹۳ در جریان انقلاب فرانسه منحل شد.

## فهرست اعضا
- آبراهام بوس (۱۶۴۸)
- فیلیپ دو شامپانی (۱۶۴۸)
- متیو فن پلاتنبرخ (۱۶۴۸)
- آنری تستولا (۱۶۵۰)
- هرمان فن اسونفلت (۱۶۵۱)
- ژان-میشل پیکارت (۱۶۵۱)
- پیر ربون (۱۶۶۰)
- نیکاسیوس برنارتس (۱۶۶۳)
- ژان وارن (۱۶۶۵)
- آبراهام خنوس (۱۶۶۵)
- مادلن بولوین (۱۶۶۹)
- سباستین لوکلر (۱۶۷۲)
- آدام فرانس وان در مولن (۱۶۷۳)
- ژان ژوونه (۱۶۷۵)
- آنتوان کوازوو (۱۶۷۶)
- ژوزف پروسل (۱۶۷۶)
- آن استرسور (۱۶۷۶)
- آنری گسکار (۱۶۸۰)
- نیکولا دو لارژیلیه (۱۶۸۶)
- روژه دو پیل (۱۶۹۹)
- گیوم کوستو (۱۷۰۴)
- ژان رائو (۱۷۱۷)
- ژان-بپتیست پتر (۱۷۲۸)
- فرانسوا بوشه (۱۷۳۱)
- اتین ژورا (۱۷۳۳)
- شارل-آندره فن لو (۱۷۳۵)
- شارل-امده-فیلیپ فن لو (۱۷۴۷)
- ژان-بپتیست اوئه (۱۷۶۹)
- ماری-سوزان ژیروس (۱۷۷۰)
- نیکولا پرینیو (۱۷۷۵)
- اندریک فرانس دو کورت (۱۷۷۹)
- ژاک-لویی داوید (۱۷۸۰)
- آدلاید لابلی-گویارد (۱۷۸۳)
- لوئیز الیزابت ویژه لوبرن (۱۷۸۳)
- آدولف اولریک ورتمولر (۱۷۸۴)
- ژان-بپتیست استوف (۱۷۸۵)
- دومینیک ویوان دونو (۱۷۸۷)
- ژان-بپتیست پیگال